# أودي 100
أودي 100 (بالإنجليزية: Audi 100) هي سيارة من صناعة أودي أنتجت في 1968 وتوقف إنتاجها في 1994.

## معرض صور

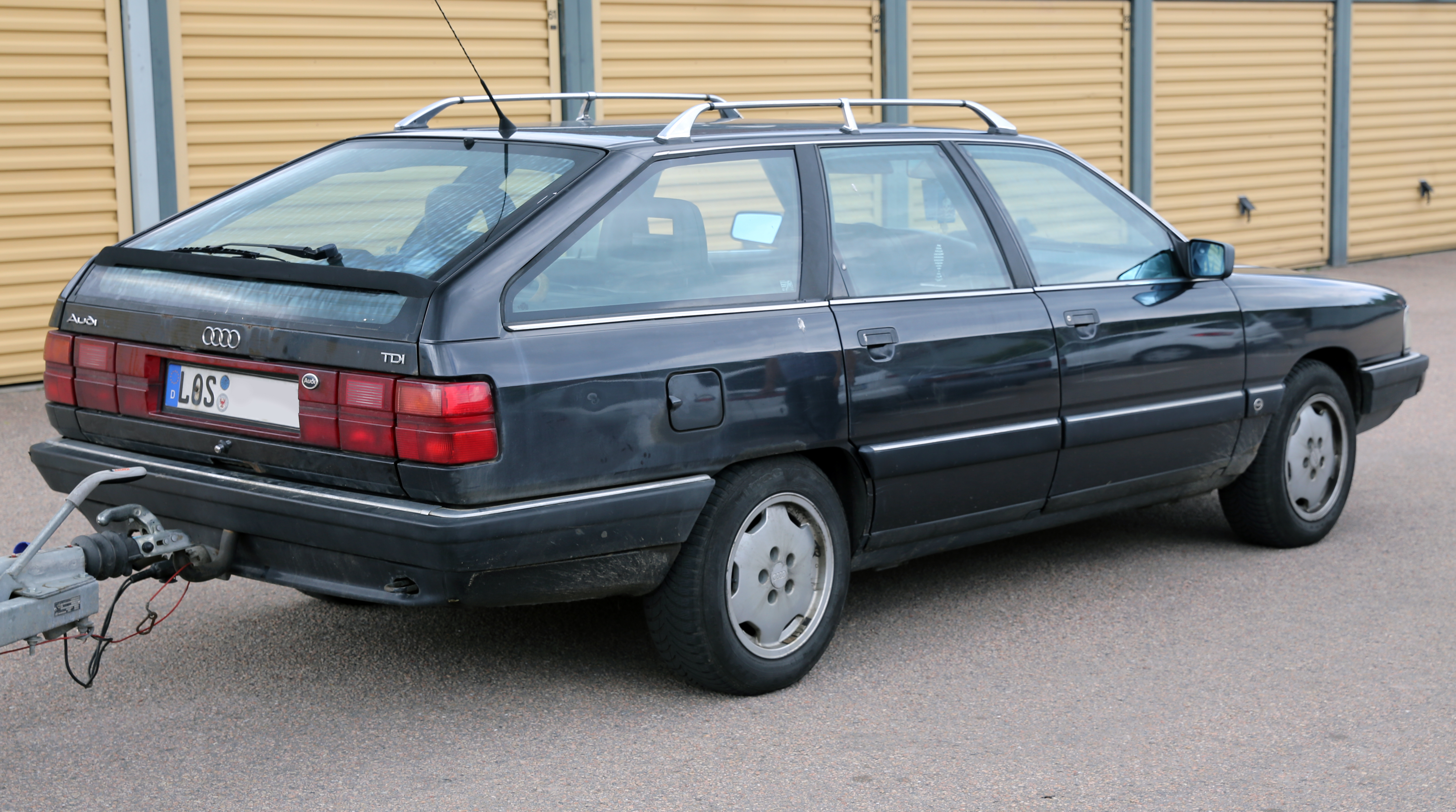
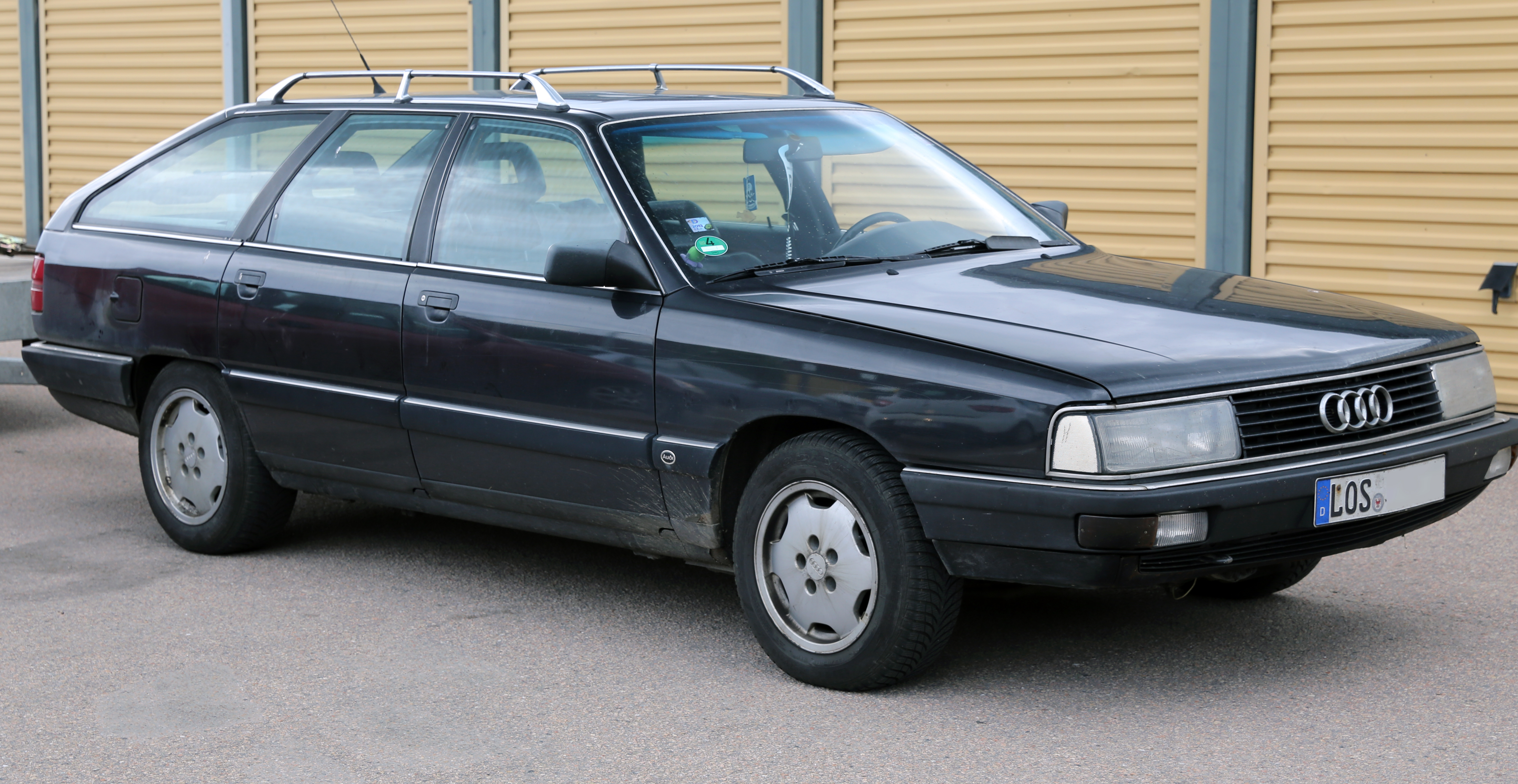
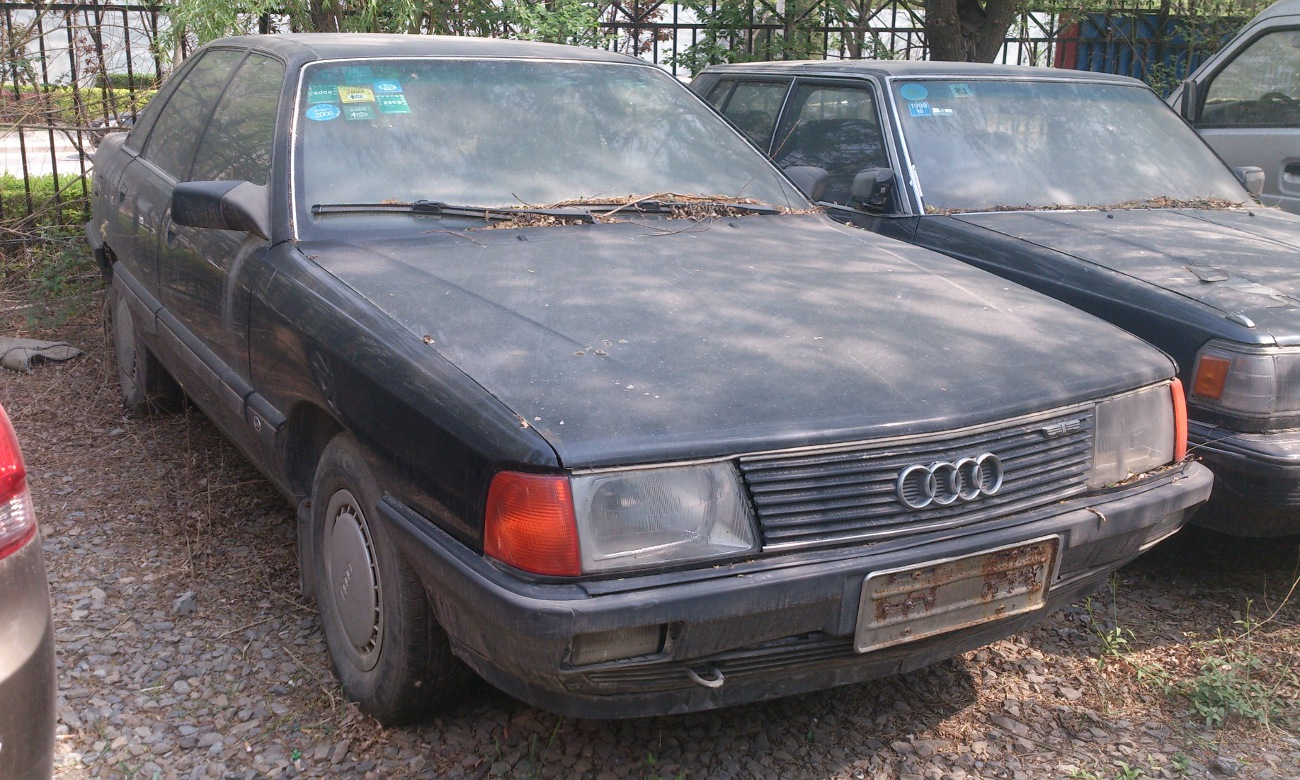
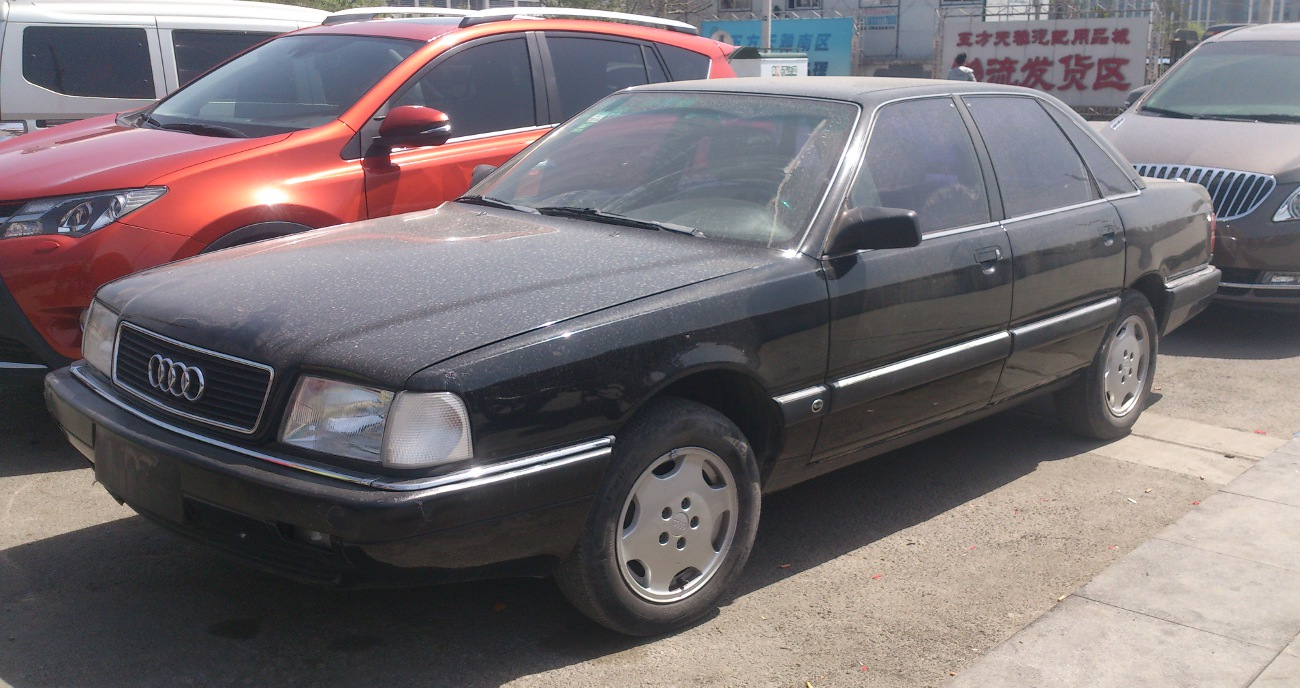